# وراثت (فیلم ۱۹۷۹)
وراثت (انگلیسی: Bloodline) فیلمی به کارگردانی ترنس یانگ است که در سال ۱۹۷۹ منتشر شد.

## بازیگران
- آدری هپبورن
- بن گازارا
- جیمز میسون
- کلاودیا موری
- ایرنه پاپاس
- میشل فیلیپس
- رومی اشنایدر
- عمر شریف
- گرت فروبه
- بیاتریس استرایت